# Annmarie Löf
Annmarie Löf, född 15 december 1958 Karlskoga, är en svensk målare, konstpedagog och arbetsterapeut.
Löf studerade vid Åsa folkhögskola 1986, Långa konstkursen vid Birkagården i Stockholm 1988–1989, konstvetenskap vid Uppsala universitet 1992 och konstpedagogik vid Konstfack 1998 hon har dessutom deltagit i akvarellkurser på Gerlesborgsskolan och i Frankrike för Arne Isacsson, Kristina Almström, Philip von Schantz 1990–1999 samt studerat privat för Lennart Forsling, Hans Hermansson, Lars Holm, Leif Mattsson, Ria Roes Schwartz, Anders Wallin, Hasse Karlsson, Lars-Eje Larsson, Morgan Johansson och Morten Paulsen.
Hon har bland annat medverkat i samlingsutställningarna på Grebosalongen i Åtvidaberg, Blå Lagårns sommarutställning i Perserud, Cloetta i Ljungsbro, Konsthantverkarna i Linköping, Stadsbiblioteket i Norrköping, Galleri Slätpricken i Oxelösund, Saab Art Gallery i Linköping, Östergötlands länsmuseum, Galleri Villan i Åre och Dubergska gården i Motala.
Hon har tilldelats Svensk-norska samarbetsfondens Voxenåsstipendium 1988.
Hennes konst består huvudsakligen av akvareller. Vid sidan av sitt eget skapande har hon sedan 1995 arbetat pedagogiskt för Folkuniversitetet i Linköping och Norrköping med Konstlinjen och akvarellkurser samt arrangerat privata akvarellkurser sedan 1998, de sista åren delvis i samarbete med Eva Lissinger och Gunnel Moheim. 